# Ruta 7 (Bolivia)
La Ruta Nacional 7 (RN7 o F7) es una carretera mayormente pavimentada de 488 km de extensión en Bolivia, en el centro del país, que discurre por los departamentos de Cochabamba y Santa Cruz, entre la ciudad de Cochabamba y el enlace con la Ruta 9 en El Carmen a pocos km de la capital departamental.
Este camino fue incluido en la Red Vial Fundamental por Decreto Supremo 25.134 del 31 de agosto de 1998.

## Historia

### Antecedentes
En los años 1920, con el descubrimiento de yacimientos petroleros en la región del Chaco boliviano en los llanos orientales, el gobierno vio la necesidad de construir la carretera Cochabamba – Santa Cruz de la Sierra.
Para el tramo Samaipata - Tarumá el gobierno firmó un contrato el 20 de mayo de 1929, entregando la construcción a la empresa estadounidense Kennedy & Carey.

### Asfaltado
El asfaltado del tramo entre las ciudades de Cochabamba y Santa Cruz de la Sierra fue iniciado en 1947, durante el gobierno de Enrique Hertzog, como parte de plan de desarrollo económico boliviano conocido como Plan Bohan. Sin embargo, otra fuente afirma que las obras empezaron en 1944 por gestiones de la Corporación Boliviana de Fomento (CBF), creada en 1942, durante el gobierno de Gualberto Villarroel. El gobierno firmó un contrato con la empresa estadounidense Mc Graw Warren para que estudiara un proyecto para la construcción de la carretera. Sin embargo, esta empresa tuvo una serie de diﬁcultades que llevaron a que el gobierno revoque su contrato y convoque a una nueva licitación internacional. Mientras la agencia estatal CBF realizaba la licitación, la ﬁrma estadounidense Knappen, Trippets & Abbot supervisó las obras.
Finalmente, en 1950, la empresa Macco PanPaciﬁc Co., otra empresa estadounidense, fue seleccionada entre otras once licitantes para ejecutar la continuación del asfaltado del tramo.

### Conclusión
La obra fue inaugurada durante el primer gobierno del Movimiento Nacionalista Revolucionario (MNR), el 26 de septiembre de 1954, siendo la primera ruta asfaltada de Bolivia. El presidente Víctor Paz Estenssoro inauguró la obra invitando a personalidades estadounidenses como el senador por el estado de Iowa, Bourke B. Hickenlooper, y a dos ejecutivos del Banco de Importaciones y Exportaciones (Eximbank). Sin embargo, pese a que la obra fue inaugurada en 1954, el trabajo de pavimentación recién terminó en 1957 durante el gobierno del Hernán Siles.

## Ciudades
Las ciudades y pueblos de más de 1000 habitantes por los que pasa este ruta de oeste a este son:

### Departamento de Cochabamba
- kilómetro 0: Cochabamba
- km 33: Tolata
- km 40: San Benito
- km 43: Paracaya (Punata)

### Departamento de Santa Cruz
- km 261: Comarapa
- km 366: Mairana
- km 382: Samaipata
- km 481: La Guardia
- km 488: El Carmen